# Governador Edison Lobão
Governador Edison Lobão là một đô thị thuộc bang Maranhão, Brasil. Đô thị này có diện tích 615,85 km², dân số năm 2007 là 12929 người, mật độ 20,99 người/km².